# Montigyra kenti
Montigyra kenti är en korallart som beskrevs av Matthai 1928. Montigyra kenti ingår i släktet Montigyra och familjen Meandrinidae. IUCN kategoriserar arten globalt som otillräckligt studerad. Inga underarter finns listade i Catalogue of Life.